# Valfredo di Collalto
Valfredo di Collalto (fl. XII secolo) è stato un nobile feudatario italiano.

## Biografia
Figlio ultrogenito del conte Rambaldo IV di Collalto, ebbe in feudo la contea di Colfosco. È ricordato in un documento del 2 giugno 1120, nel quale si ricorda un'importante donazione effettuata da lui, Rambaldo IV di Collalto, Ermanno conte di Ceneda e Gabriele di Gueccellone da Montanara all'Ospedale di Santa Maria del Piave.

## Discendenza
Di Valfredo è nota una figlia, avuta da una donna ignota:
- Sofia di Colfosco (?-1175), contessa di Colfosco, Serravalle e Zumelle, che sposò Guecellone da Camino (?-1177).